# Isaccea
Isaccea è una città della Romania di 5 341 abitanti, ubicata nel distretto di Tulcea, nella regione storica della Dobrogea.

## Caratteristiche

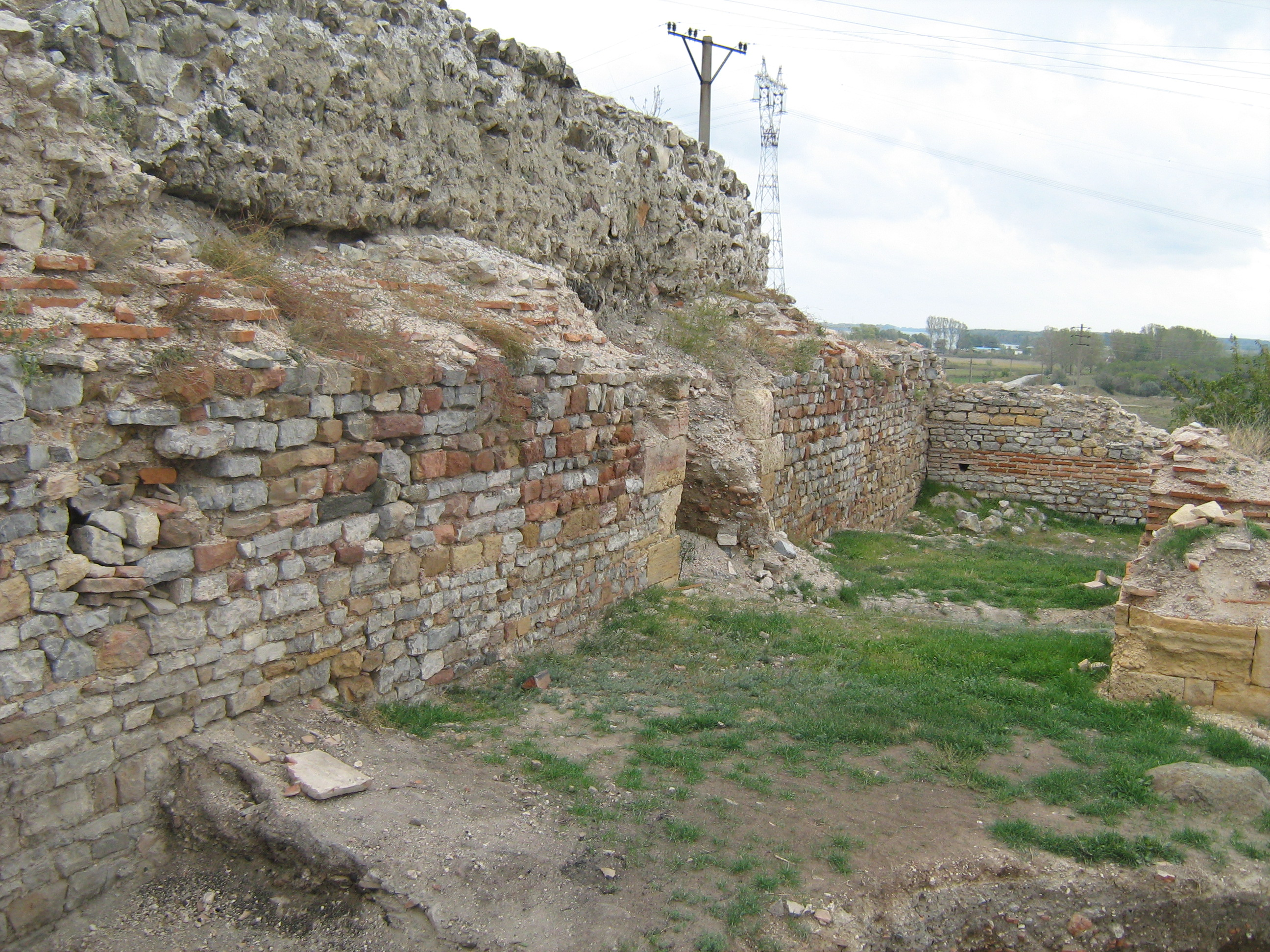
Mura della romana "Noviodunum", l'antica Isaccea

Fanno parte dell'area amministrativa di Isaccea anche le località di Revărsarea e Tichileşti.
La città conta con oltre 5 000 abitanti e si trova sulla sponda destra del Danubio, che qui fa da confine con l'Ucraina, ed è attraversata dalla strada nazionale DN22, che unisce Tulcea a Brăila.
Anticamente era la principale base della flotta romana sul Danubio, e si chiamava Noviodunum. Alcune mura di epoca romano-bizantina si possono visitare.

## Monumenti e luoghi d'interesse
- Le rovine della cittadella Romana di Noviodunum, una delle roccaforti poste dai Romani sulle rive del Danubio per la difesa dei confini dell'Impero; le origini sono comunque ancora più antiche, in quanto ci sono tracce di una struttura difensiva preesistente, fatta costruire nel 514 a.C. dall'Imperatore Dario I di Persia.
- La moschea, costruita dagli Ottomani nel XVII secolo, con il suo minareto alto circa 25 m.
- La cattedrale ortodossa di San Giorgio, costruita nel XVIII secolo
- La tomba di Isaac Baba, ritenuto dalla comunità musulmana locale il fondatore della città.